# Encyklika
Encyklika (gr. ἐγκύκλιος, enkyklios – okólnik, pismo wędrujące) – orędzie, pismo napisane przez papieża, skierowane do biskupów i do wiernych. Tematy poruszane w encyklikach odnoszą się do spraw doktrynalnych i organizacyjnych o charakterze ogólnokościelnym. Za pierwszą encyklikę, w nowożytnym rozumieniu, należy uznać Ubi primum Benedykta XIV z 3 grudnia 1740 roku.

## Zasady komentowania encyklik
- ustalenie niewątpliwej myśli papieża,
- wyjaśnienie treści poprzez analizę porównawczą z innymi wypowiedziami papieża,
- wyjaśnienie tekstu z punktu widzenia filozofii i teologii katolickiej,
- wyjaśnienie tekstu w aspekcie aktualnych warunków społeczno-gospodarczych,
- ustalenie szczegółowych okoliczności, które spowodowały ogłoszenie encykliki,
- objaśnienie terminów użytych w encyklice,
- ciągła kontrola, porównywanie z całokształtem myśli encykliki,
- wskazanie na szczegółowe i praktyczne wnioski encykliki.

Papież Pius XII utrzymywał, że papieskie encykliki, nawet gdy nie są ex cathedra, mogą być dostatecznie autorytatywne, by zakończyć teologiczną dyskusję na konkretne pytanie:
Nie wolno też sądzić, że treści Encyklik nie wymagają same przez się uległości, skoro w nich Papieże nie sprawują swej najwyższej władzy nauczania. Uczą one bowiem na podstawie zwyczajnego posłannictwa Urzędu Nauczającego, do którego również odnoszą się słowa: „Kto was słucha, mnie słucha” (Łk 10,16). Najczęściej też to, co Encykliki wykładają i uwydatniają, już skądinąd należy do doktryny katolickiej. Jeśli zatem Najwyżsi Pasterze w wypowiedziach swych orzekają, po uprzednim zbadaniu, o kwestii dotąd swobodnie dyskutowanej, dla wszystkich jest jasne, że z woli i intencji Papieży sprawa ta nie może być odtąd przedmiotem wolnej dyskusji między teologami.
– Humani Generis

## Encykliki papieskie

### Do I soboru watykańskiego

#### Papież Benedykt XIV(1740–1758)
1. Ubi primum 3 grudnia 1740
2. Non ambigimus 30 maja 1741
3. Pro eximia tua 30 czerwca 1741
4. Quanta cura 30 czerwca 1741
5. In suprema Universalis 22 sierpnia 1741
6. Quamvis paternae 26 sierpnia 1741
7. Satis vobis compertum 17 listopada 1741
8. Etsi minime 7 lutego 1742
9. Certiores effecti 13 listopada 1742
10. Cum illud semper 14 grudnia 1742
11. Quemadmodum preces 23 marca 1743
12. Nimiam licentiam 18 maja 1743
13. Inter omnigenas 2 lutego 1744
14. Cum semper oblatas 19 sierpnia 1744
15. In suprema Catholicae 20 listopada 1744
16. Cum multorum charitate 18 lutego 1745
17. Libentissime quidem 10 czerwca 1745
18. Gravissimum supremi 8 września 1745
19. Vix pervenit 1 listopada 1745
20. Quemadmodum nihil 16 grudnia 1746
21. Accepimus praestantium 16 lipca 1746
22. Inter caetera 1 stycznia 1748
23. Magnae nobis 29 czerwca 1748
24. Annus qui hunc 19 lutego 1749
25. Officii nostri 15 marca 1749
26. Peregrinantes a Domino 5 maja 1749
27. Apostolica constitutio 26 czerwca 1749
28. Gravissimo animi 31 października 1749
29. Inter praeteritos 3 grudnia 1749
30. Benedictus Deus 25 grudnia 1750
31. Celebrationem magni 1 stycznia 1751
32. Prodiit jamdudum 30 stycznia 1751
33. Elapso proxime anno 20 lutego 1751
34. Providas Romanorum 18 marca 1751
35. Magno cum animi 2 czerwca 1751
36. A quo primum 14 czerwca 1751
37. Cum religiosi aeque 26 czerwca 1754
38. Quod provinciale 1 sierpnia 1754
39. Allatae sunt 26 lipca 1755
40. Quam ex sublimi 8 sierpnia 1755
41. Ex quo primum 1 marca 1756
42. Ex omnibus christiani 16 października 1756
43. Quam grave 2 sierpnia 1757

#### Papież Klemens XIII(1758–1769)
1. Venimus in altitudinem 11 września 1758
2. A quo die 14 września 1758
3. Pastoralis officii 21 marca 1759
4. Cum primum 17 września 1759
5. Appetente sacro 20 grudnia 1759
6. In Dominico agro 14 czerwca 1761
7. Quanto in dolore 9 czerwca 1762
8. Ubi primum accepimus 14 stycznia 1764
9. Quanta auxilii 8 maja 1765
10. Christianae reipublicae 25 listopada 1766
11. Quam graviter 25 czerwca 1766
12. Summa quae 6 stycznia 1768
13. Accedamus cum fiducia 25 czerwca 1768

#### Papież Klemens XIV(1769–1774)
1. Decet quam maxime 21 września 1769
2. Inscrutabili Divinae 12 grudnia 1769
3. Cum summi apostolatus 12 grudnia 1769
4. Magne atque 16 marca 1771
5. Dominis as Redemptor 21 lipca 1773
6. Salutis nostrae 30 kwietnia 1774

#### Papież Pius VI(1775–1799)
1. Inscrutabile divinae 25 grudnia 1775
2. Summa Dei 25 grudnia 1775
3. Nuper pro 6 marca 1779
4. Super soliditate 28 listopada 1786
5. Quod aliquantum 10 marca 1791
6. Charitas quae 3 kwietnia 1791
7. Cum populi 13 kwietnia 1791
8. Quo luctu 4 maja 1791
9. Ancorché antichissimo 5 listopada 1791
10. In gravissimis 19 marca 1792
11. Novae hae litterae 19 marca 1792
12. Ubi communis 4 kwietnia 1792
13. Dum nos 19 kwietnia 1792
14. Quo fluctu 30 maja 1792
15. Ubi lutetiam 13 czerwca 1792
16. Ignotae nemici 21 listopada 1792
17. Perpensis circumstantiis 10 grudnia 1792
18. Quare lacrymae 17 czerwca 1793
19. Ad nostras manus 31 lipca 1793
20. Auctorem fidei 28 sierpnia 1794
21. Christi ecclesiae 30 grudnia 1797
22. Constantiam vestram 10 listopada 1798
23. Cum nos superiori 13 listopada 1798
24. Quotias animo 13 sierpnia 1799

#### Papież Pius VII(1800–1823)
1. Ad Supremum 28 marca 1800
2. Diu satis 15 maja 1800
3. Ex quo ecclesiam 24 maja 1800
4. Le più colte 11 marca 1801
5. Ecclesia Christi 15 sierpnia 1801
6. Tam multa 15 sierpnia 1801
7. Quam luctuosam 24 maja 1802
8. Hoc ipso 29 października 1804
9. Quum memoranda 10 czerwca 1809
10. Il trionfo 4 maja 1814
11. Sollecitudo omnium 7 sierpnia 1814
12. Optassimus tendem 26 września 1814
13. Etsi longissimo 30 stycznia 1816
14. Vineam quam plantavit 12 czerwca 1817
15. Dominici gregis 25 sierpnia 1819
16. Praeclara quam 16 maja 1820
17. Ecclesiam a Jesu 13 września 1821

#### Papież Leon XII(1823–1829)
1. Ubiprimum 5 maja 1824
2. Cum multa 17 maja 1824
3. Quod hoc ineunte 24 maja 1824
4. Etsi iam diu 24 września 1824
5. Ad plurimas 25 stycznia 1825
6. Quo graviora 15 marca 1825
7. Charitata Christi 25 grudnia 1825
8. Exultabat spiritus 25 grudnia 1825
9. Qui pacem 26 marca 1826
10. L'olio oggetto 21 czerwca 1826
11. Pastoris aeterni 2 lipca 1826
12. I gloriosi nostri 14 listopada 1826
13. Ecclesiarum omnium 12 grudnia 1826
14. Quanta laetitia 13 lutego 1827
15. Inter multiplices 20 marca 1827
16. Fructus quos 2 października 1827
17. Apostolici nostri/1 22 grudnia 1828
18. Apostolici nostri/2 22 grudnia 1828
19. Apostolici nostri/3 22 grudnia 1828
20. Apostolici nostri/4 22 grudnia 1828
21. Quando spirato 6 stycznia 1829

#### Papież Pius VIII(1829–1830)
1. Inter multilices/1 15 maja 1829
2. Traditi humilitati 24 maja 1829
3. In supremi 18 lipca 1829
4. Litterae fraternitatis 30 czerwca 1829
5. Coelestis Agricola 7 lipca 1829
6. Inter multiplices/2 4 września 1829

#### Papież Grzegorz XVI(1831–1846)
1. Chiamati dalla Divina 9 lutego 1831
2. Quel Dio 5 kwietnia 1831
3. Le armi valorose 12 lipca 1831
4. Ex debito pastoralis/1 9 września 1831
5. Inter gravissimas/1 3 lutego 1832
6. Summo iugiter 27 maja 1832
7. Cum primum, potępiająca powstanie listopadowe, 9 czerwca 1832
8. Ci è stato 9 czerwca 1832
9. Pastorale officium/1 3 lipca 1832
10. Mirari vos, przeciw liberalizmowi, 15 sierpnia 1832[2]
11. Plura post 2 grudnia 1832
12. Avendoci Ella 20 lutego 1833
13. Quo graviora 4 października 1833
14. Litteras accepimus 5 października 1833
15. Quod litteris 29 listopada 1833
16. Maiori certo 13 grudnia 1833
17. Editam nuper 28 grudnia 1833
18. Quod de tua 28 grudnia 1833
19. Superabundavimus 28 grudnia 1833
20. Benedictus Deus 17 czerwca 1834
21. Singulari Nos 25 czerwca 1834
22. Cum pro pastorali 1 sierpnia 1834
23. L'evidente diminuzione 6 sierpnia 1834
24. Perlatae dudum 23 kwietnia 1835
25. Commissum divinitus 17 maja 1835
26. Melchitarum Catholicorum 3 czerwca 1835
27. Dum acerbissimas 26 września 1835
28. Sextus iam 1 lutego 1836
29. Ad beatissimi 17 lipca 1836
30. La moltiplicità 22 listopada 1836
31. Universi Dominici/1 21 lutego 1837
32. Dum intima 10 grudnia 1837
33. Ex debito pastoralis/2 14 sierpnia 1838
34. Pastorale officium/2 14 sierpnia 1838
35. Hanno sempre 18 września 1838
36. Quae nuncia 4 sierpnia 1839
37. Multa quidem 22 listopada 1839
38. Dolorem quo 30 listopada 1839
39. In supremo 3 grudnia 1839
40. Afflictas in Tunquino 27 kwietnia 1840
41. Pastorale officium/3 24 lipca 1840
42. Probe Nostis (tekst encykliki), O misjach wśród narodów niechrześcijańskich, 15 sierpnia 1840
43. Augustissimam beatissimi 21 grudnia 1840
44. De Cochinchinae 26 lutego 1841
45. Afflictas in Hispania 1 marca 1841
46. Quas vestro 30 kwietnia 1841
47. Ex literis 4 maja 1841
48. È lungo tempo 29 sierpnia 1841
49. Catholicae Religionis 22 lutego 1842
50. Inter ea 1 kwietnia 1842
51. Haerentem diu 22 lipca 1842
52. Apostolici ministerii 20 września 1842
53. In Concistoro 6 kwietnia 1843
54. Inter maximas 5 sierpnia 1843
55. Ad gravissimas 31 sierpnia 1843
56. Ubi novam 8 listopada 1843
57. Cum maxima 31 marca 1844
58. Maximis angustiis 27 kwietnia 1844
59. Inter praecipuas 8 maja 1844
60. Tra le principali macchinazioni 8 maja 1844
61. Summa quidem 23 kwietnia 1845
62. Libentissime fraternitatis 28 maja 1845
63. Inter gravissimas/2 28 czerwca 1845
64. Ex debito pastoralis/3 27 marca 1846

### Do II soboru watykańskiego

#### Papież Pius IX(1846–1878)
1. Qui pluribus, O wierze i religii 9 listopada 1846
2. Nei giorni 9 listopada 1846
3. Praedecessores Nostros, O pomocy dla Irlandii, 25 marca 1847
4. Ubi primum/1, O dyscyplinie zakonników, 17 czerwca 1847
5. Romani e quanti, O zarządzaniu Państwem Kościelnym, 14 marca 1848
6. Nelle istituzioni 14 marca 1848
7. Non semel, O potępieniu ruchów rewolucyjnych we Włoszech, 23 czerwca 1848
8. Da questa pacifica, Do wiernych rzymian podczas emigracji papieskiej w Gaecie,  1 stycznia 1849
9. Ubi primum/2, O Niepokalanym Poczęciu 2 lutego 1849
10. La serie, O sytuacji międzynarodowej, 14 lutego 1849
11. Quibus, quantisque, O restauracji władzy papieskiej nad Rzymem, 12 sierpnia 1849
12. Noscitis et Nobiscum, O Kościele w Państwie Kościelnym 8 grudnia 1849
13. Si semper antea, O restauracji władzy papieskiej nad Rzymem, 14 sierpnia 1850
14. Exultavit cor nostrum, O skutkach Jubileuszu, 21 listopada 1851
15. Ex aliis nostris 21 listopada 1851
16. Nemo certe ignorat, O dyscyplinie duchowieństwa, 25 marca 1852
17. Probe noscitis, O dyscyplinie duchowieństwa, 17 maja 1852
18. Inter multiplices, Błaganie o jedność ducha przeciw propagandzie postulującej zniesienie władzy doczesnej papieża, 21 marca 1853
19. Neminem vestrum, O prześladowaniu Ormian, 2 lutego 1854
20. Optime noscitis /1, O planowanym uniwersytecie katolickim w Irlandii, 20 marca 1854
21. Apostolicae nostrae, Wezwanie do modlitwy o pokój, 1 sierpnia 1854
22. Inter graves 1 listopada 1854
23. Ineffabilis Deus 8 grudnia 1854
24. Singulari quadam 23 grudnia 1854
25. Optime noscitis /2, O spotkaniach Episkopatów, 5 listopada 1855
26. Cum saepe, Przeciw ustawodawstwu antykatolickiemu w Sabaudii, 26 lipca 1855
27. Singulari quidem, O Kościele w Austrii, 17 marca 1856
28. Cum nuper, obrona praw Stolicy Apostolskiej do państwa kościelnego 20 stycznia 1858
29. Amantissimi Redemptoris, O kapłanach i duszpasterstwie, 3 maja 1858
30. Cum Sancta Mater, Błaganie o modlitwę powszechną, 27 kwietnia 1859
31. Qui nuper, O Państwie Kościelnym, 18 czerwca 1859
32. Ad gravissimum, O władzy doczesnej Papieża, 20 czerwca 1859
33. Maximo animi, Przeciw zamachom Sabaudii na Państwo Kościelne, 26 września 1859
34. Nullis certe, Przeciw zamachom Sabaudii na Państwo Kościelne, 19 stycznia 1860
35. Cum catholica Ecclesia, Przeciw zamachom Sabaudii na Państwo Kościelne, 26 marca 1860
36. Novos et ante, Przeciw zamachom Sabaudii na Państwo Kościelne, 26 marca 1860
37. Multis gravibusque, Przeciw Księciu Badenii, z powodu nieratyfikowania konkordatu, 24 kwietnia 1860
38. Iamdum cernimus, Przeciw zamachom Sabaudii na Państwo Kościelne, 18 marca 1861
39. Amantissimus humani, O opiece nad Kościołami, 8 kwietnia 1862
40. Maxima quidem, O zgodności obyczajów ludowych z wiarą,  9 czerwca 1862
41. Quanto conficiamur, Przeciw promowaniu fałszywych doktryn, 10 sierpnia 1863
42. Incredibili afflictamur, O prześladowaniu w Nowej Gwinei, 17 września 1863
43. Tuas libenter 21 grudnia 1863
44. Multis gravissimis 28 stycznia 1864
45. Ubi Urbaniano, O katolicyzmie polskim w zaborze rosyjskim po powstaniu styczniowym, 30 lipca 1864
46. Maximae quidem, O Kościele w Bawarii, 18 sierpnia 1864
47. Quanta cura, potępienie błędów modernizmu, 8 grudnia 1864
48. Multiplices inter /1, Przeciw masonerii, 25 września 1865
49. Meridionali Americae, O seminarium dla rodzimej ludności, 30 września 1865
50. Levate, Przeciw rusyfikacji ziem polskich, 27 października 1867
51. Ex quo infensissimi, O bitwie nad Mentaną, 14 listopada 1867
52. Aeterni Patris, o sytuacji Kościoła w przededniu soboru, 29 czerwca 1868
53. Arcano divinae 8 września 1868
54. Iam vos omnes 13 września 1868
55. Religiosas regularium 23 lutego 1870
56. Non sine gravissimo, O katolikach z Armenii, 24 lutego 1870
57. Multiplices inter /2 23 marca1870
58. Apostolici ministerii 5 kwietnia 1870
59. Quo impensiore 20 maja 1870
60. Respicientes ea, Protest z powodu zaboru Państwa Kościelnego, 1 listopada 1870
61. Ecclesia dei 2 marca 1871
62. Ubi nos, ponowna obrona praw Stolicy Apostolskiej do państwa kościelnego, zajętego przez nowe państwo włoskie, 15 maja 1871
63. Beneficia Dei, Na 25-lecie pontyfikatu Papieża, 4 czerwca 1871
64. Saepe, Venerabilis, Dziękczynienie za 25 lat pontyfikatu, 5 sierpnia 1871
65. Ordinem vestrum 27 października 1871
66. Costretti nelle 16 czerwca 1872
67. Quartus supre, O Kościele w Armenii, 6 stycznia 1873
68. Etsi multa, O Kościele we Włoszech, Niemczech i Szwajcarii, 21 listopada 1873
69. In magnis illis, O bezprawnej konsekracji Gaspare Giovanni Rinkela na biskupa Harlemu, 27 grudnia 1873
70. Vix dum a nobis, O Kościele w Austrii, 7 marca 1874
71. Omnenem sollicitudinem, O obrządku grecko-rusińskim, 13 maja 1874
72. Non expedit, O zakazie udziału katolików w polityce państwa włoskiego, 10 września 1874
73. Gravibus ecclesiae, Ogłoszenie Roku Świętego 1875, 24 grudnia 1874
74. Quod nunquam, O Kościele w Prusach (sprzeciw wobec Kulturkampfu), 5 lutego 1875
75. Graves ac diuturnae, O Kościele w Szwajcarii, 23 marca 1875
76. Quae in Patriarchatu, O Kościele w Chaldei, 1 września 1876
77. Dives in misericordia Deus, ogłaszająca św. Franciszka Salezego Doktorem Kościoła (tekst encykliki) [ang. 16 listopada 1877]

#### Papież Leon XIII(1878–1903)
1. Inscrutabili Dei consilio, O postaciach zła w społeczeństwie oraz misji Kościoła i papiestwa, 21 kwietnia 1878
2. Quod apostolici muneris, O socjalizmie, 28 grudnia 1878
3. Æterni Patris, O znaczeniu filozofii, 4 sierpnia 1879
4. Arcanum divinae sapientiae, O chrześcijańskim małżeństwie, 10 lutego 1880
5. Grande Munus, O św. Cyrylu i Metodym, 30 września 1880[3]
6. Sancta Dei Civitas (tekst encykliki), O misjach, 3 grudnia 1880
7. Diuturnum illud, O pochodzeniu władzy cywilnej, 29 czerwca 1881
8. Licet multa, O Katolicyzmie w Belgii, 3 sierpnia 1881
9. Etsi nos, O warunkach Kościoła we Włoszech, 15 lutego 1882
10. Auspicato concessum, O św. Franciszku z Asyżu, 17 września 1882
11. Cum Multa Sint, O warunkach Kościoła w Hiszpanii, 8 grudnia 1882
12. Supremi Apostolatus Officio, O pobożności różańcowej, 1 września 1883
13. Nobilissima Gallorum Gens, O kwestiach religijnych we Francji, 8 lutego 1884
14. Humanum genus, O masonerii 20 kwietnia 1884
15. Superiore anno, O odmawianiu Różańca Świętego, 30 sierpnia 1884
16. Immortale Dei (tekst encykliki), O państwie chrześcijańskim, 1 listopada 1885
17. Spectata fides, O edukacji chrześcijańskiej w Anglii, 27 listopada 1885
18. Quod auctoritatae, O ogłoszeniu nadzwyczajnego Roku Jubileuszowego, 22 grudnia 1885
19. Iampridem nobis, O katolicyzmie w Niemczech, 6 stycznia 1886
20. Quod multum, O wolności Kościoła na Węgrzech, 22 sierpnia 1886
21. Pergrata nobis, O Kościele w Portugalii, 14 września 1886
22. Vi è ben noto, O Różańcu Świętym w kontekście sytuacji Kościoła we Włoszech, 20 września 1887
23. Officio sanctissimo, O Kościele w Bawarii, 22 grudnia 1887
24. Quod anniversarius, W 50. rocznicę święceń kapłańskich Papieża, 1 kwietnia 1888
25. In Plurimis (tekst encykliki), O niewolnictwie, 5 maja 1888
26. Libertas (tekst encykliki), O wolności człowieka, 20 czerwca 1888
27. Saepe nos, O bojkocie w Irlandii, 24 czerwca 1888
28. Paterna caritas, O jedności Ormiańskiego Kościoła Katolickiego z Rzymem, 25 czerwca 1888
29. Quam aeruminosa, O włoskich imigrantach, 10 grudnia 1888
30. Esti cunctas, O Kościele w Irlandii 21 grudnia 1888
31. Exeunte iam anno, O świętym kształtowaniu życia, 25 grudnia 1888
32. Magni nobis gaudi, O katolickim uniwersytecie w USA, 7 marca 1889
33. Quamquam pluries, O kulcie Świętego Józefa, 15 sierpnia 1889
34. Sapientiae christianae, O chrześcijanach jako obywatelach, 10 stycznia 1890
35. Dall'alto dell'Apostolico Seggio, O masonerii we Włoszech, 15 października 1890
36. Catholicae Ecclesiae, (tekst encykliki), O ofierze na rzecz wykupywania niewolników i misjonarzy w Afryce, 20 listopada 1890
37. In ipso supremi, O zebraniach Episkopatu w Austrii, 3 marca 1891
38. Rerum novarum (tekst encykliki), O kwestii robotniczej, 15 maja 1891
39. Pastoralis, O unii religijnej w Portugalii, 25 lipca 1891
40. Pastoralis officii, O pojedynkach w państwach niemieckich i Austro-Węgrzech, 12 września 1891
41. Octobri mense, O Różańcu Świętym, 22 września 1891
42. Au Milieu Des Sollicitudes, O Kościele i państwie we Francji, 16 lutego 1892
43. Quarto abeunte saeculo, O czterechsetleciu odkrycia Ameryki przez Krzysztofa Kolumba, 16 lipca 1892
44. Magnae Dei matris, O Różańcu Świętym, 8 września 1892
45. Custodi di quella Fede, O masonerii, 8 grudnia 1892
46. Inimica vis, O masonerii, 8 grudnia 1892
47. Ad extremas, O seminariach dla rodzimego duchowieństwa, 24 czerwca 1893
48. Constanti Hungarorum, O Kościele na Węgrzech, 2 września 1893
49. Laetitiae sanctae, O pochwale nabożeństwa różańcowego, 8 września 1893
50. Non mediocri, O Kolegium Hiszpańskim w Rzymie, 25 października 1893
51. Providentissimus Deus, O studiach nad Pismem Świętym, 18 listopada 1893
52. Caritatis, O Kościele w Polsce, 19 marca 1894
53. Inter graves, O Kościele w Peru, 1 maja 1894
54. Litteras a vobis, O duchowieństwie w Brazylii, 2 czerwca 1894
55. Iucunda semper expectatione, O Różańcu Świętym, 8 września 1894
56. Christi nomen et regnum (tekst encykliki), O Kościele na dalekim Wschodzie, 24 grudnia 1894
57. Longinqua, O katolicyzmie w USA, 6 stycznia 1895
58. Permoti nos, O sytuacji społecznej w Belgii, 10 lipca 1895
59. Adiutricem populi, O Różańcu Świętym, 5 września 1895
60. Insignes, O jubileuszu tysiąclecia Węgier, 1 maja 1896
61. Satis cognitum, O jedności Kościoła, 29 czerwca 1896
62. Fidentem piumque animum, O Różańcu Świętym, 20 września 1896
63. Divinum illud munus, O Duchu Świętym, 9 maja 1897
64. Militantis ecclesiae, O Świętym Piotrze Kanizjuszu, 1 sierpnia 1897
65. Augustissimae virginis mariae, O Bractwach Różańcowych, 12 września 1897
66. Affari vos, O kwestiach szkoły w Manitobie, 8 grudnia 1897
67. Caritatis studium, O Kościele w Szkocji, 25 czerwca 1898
68. Spesse volte, O prześladowaniu organizacji katolickich we Włoszech, 5 sierpnia 1898
69. Quam religiosa, O państwowym prawie małżeńskim w Peru, 16 sierpnia 1898
70. Diuturni temporis, O Różańcu Świętym, 5 września 1898
71. Quum diuturnum, O zgromadzeniu plenarnym Episkopatu Ameryki Łacińskiej, 25 grudnia 1898
72. Annum Sacrum, O zawierzeniu ludzkości Najświętszemu Sercu Jezusa,  25 maja 1899
73. Depuis le jour, O edukacji duchowieństwa we Francji, 8 września 1899
74. Paternae, O edukacji duchowieństwa w Brazylii, 18 września 1899
75. Omnibus compertum, O jedności z Kościołem Melchickim, 21 lipca 1900
76. Tametsi futura prospicientibus, O Jezusie Chrystusie Odkupicielu,  1 sierpnia 1900
77. Graves de communi (tekst encykliki), O demokracji chrześcijańskiej, 18 stycznia 1901
78. Gravissimas, O zakonach w Portugalii, 16 maja 1901
79. Reputantibus, O kwestiach językowych w Czechach, 20 sierpnia 1901
80. Urbanitatis veteris, O założeniu seminarium w Atenach, 20 listopada 1901
81. In amplissimo, O Kościele w USA, 15 kwietnia 1902
82. Quod votis, O powstaniu uniwersytetów katolickich na terenie Austro–Węgier, 30 kwietnia 1902
83. Mirae caritatis, O Eucharystii, 28 maja 1902
84. Quae ad nos, O Kościele w Czechach i Morawach, 22 sierpnia 1902
85. Fin dal principio, O edukacji duchowieństwa we Włoszech, 8 grudnia 1902
86. Dum multa, O ustawodawstwie małżeńskim w Ekwadorze, 24 grudnia 1902

#### Papież Pius X(1903–1914)
1. E supremi apostolatus, O nauczaniu doktryny chrześcijańskie, 4 października 1903
2. Ad Diem Illum Laetissimum,  O Niepokalanym Poczęciu Najświętszej Maryi Panny, 2 lutego 1904
3. Iucunda Sane, O papieżu św. Grzegorzu Wielkim, 12 marca 1904
4. Acerbo Nimis, O nauczaniu doktryny chrześcijańskiej, 15 kwietnia 1905
5. Il Fermo Proposito,  O Akcji Katolickiej we Włoszech, 11 czerwca 1905
6. Vehementer Nos, O rozdziale Państwa i Kościoła we Francji, 11 lutego 1906
7. Tribus Circiter, O mariawitach albo mistycznych kapłanach polskich, 5 kwietnia 1906
8. Pieni L'Animo, O duchowieństwie włoskim, 28 lipca 1906
9. Gravissimo Officii Munere, O francuskich bractwach pobożnych, 10 sierpnia 1906
10. Une Fois Encore, O rozdziale Kościoła i państwa, 6 stycznia 1907
11. Pascendi Dominici Gregis (tekst encykliki), O zasadach modernistów, 8 września 1907
12. Communium Rerum, O św. Anzelmie z Aosty, 21 kwietnia 1909
13. Editae Saepe,  O św. Karolu Boromeuszu, 26 maja 1910
14. Iamdudum, O prawie separacji małżeńskiej w Portugalii, 24 maja 1911
15. Lacrimabili statu Indorum (tekst encykliki), O losie Indian w Ameryce Łacińskiej, 7 czerwca 1912
16. Singulari Quadam (tekst encykliki), O organizacjach pracowniczych, 24 września 1912

#### Papież Benedykt XV(1914–1922)
1. Ad Beatissimi Apostolorum, O przyczynach obecnej wojny, 1 listopada 1914
2. Humani Generis Redemptionem, O głoszeniu Słowa Bożego, 15 czerwca 1917
3. Quod Iam Diu, O przyszłej konferencji pokojowej,1 grudnia 1918
4. In Hac Tanta, O św. Bonifacym,14 maja 1919
5. Paterno Iam Diu, O dzieciach w centralnej Europie, 24 listopada 1919
6. Pacem, Dei Munus Pulcherrimum, O pokoju i chrześcijańskim pojednaniu, 23 maja 1920
7. Spiritus Paraclitus, O św. Hieronimie 15 września 1920
8. Principi Apostolorum Petro, O św. Efremie, 5 października 1920
9. Annus Iam Plenus, O dzieciach w centralnej Europie, 1 grudnia 1920
10. Sacra Propediem, O III Zakonie św. Franciszka w 700-lecie jego założenia, 6 stycznia 1921
11. In Praeclara Summorum, O Dantem, 30 kwietnia 1921
12. Fausto Appetente Die, O św. Dominiku 29 czerwca 1921

#### Papież Pius XI(1922–1939)

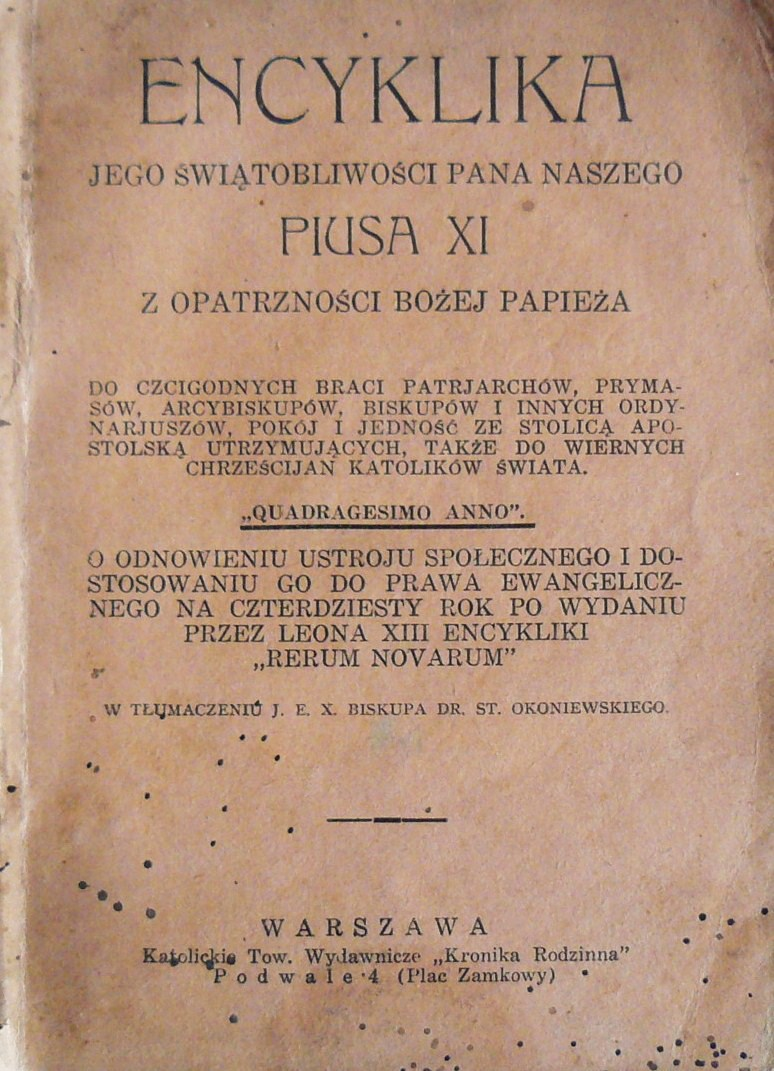
Quadragesimo anno

1. Ubi Arcano Dei (tekst encykliki), O pokoju Chrystusowym w Królestwie Chrystusa, 23 grudnia 1922
2. Rerum Omnium Perturbationem, W 300-lecie śmierci św. Franciszka Salezego, 26 stycznia 1923
3. Studiorum ducem (tekst encykliki), O Świętym Tomaszu z Akwinu w 600-lecie jego kanonizacji, 29 czerwca 1923
4. Ecclesiam Dei admirabili, W 300-lecie śmierci św. Jozafata Kuncewicza, 12 listopada 1923
5. Maximam Gravissimamque, O zrzeszeniach diecezjalnych we Francji, 18 stycznia 1924
6. Quas Primas (tekst encykliki), O ustanowieniu święta Naszego Pana Jezusa Chrystusa Króla, 11 grudnia 1925
7. Rerum Ecclesiae (tekst encykliki), O misjach katolickich,  28 lutego 1926
8. Rite Expiatis, O św. Franciszku z Asyżu w 700. rocznicę jego śmierci, 30 kwietnia 1926
9. Iniquis Afflictisque, (tekst encykliki), O prześladowaniu katolików w Meksyku, 18 listopada 1926
10. Mortalium animos (tekst encykliki), O popieraniu prawdziwej jedności religii, 6 stycznia 1928
11. Miserentissimus Redemptor (tekst encykliki), O wspólnym zadośćuczynieniu Najświętszemu Sercu Jezusowemu, 8 maja 1928
12. Rerum orientalium, O popieraniu studiów spraw wschodnich, 8 września 1928
13. Mens Nostra (tekst encykliki), O znaczeniu rekolekcji zamkniętych, 20 grudnia 1929
14. Quinquagesimo ante anno, W 50. rocznicę święceń kapłańskich papieża, 23 grudnia 1929
15. Divini Illius Magistri (tekst encykliki), O chrześcijańskim wychowaniu młodzieży, 31 grudnia 1929
16. Ad salutem humani, W 1500. rocznicę śmierci św. Augustyna, 20 kwietnia 1930
17. Casti connubii (tekst encykliki), O małżeństwie chrześcijańskim, 31 grudnia 1930
18. Quadragesimo Anno (tekst encykliki), O odnowieniu ustroju społecznego i dostosowaniu go do Prawa Ewangelicznego na czterdziestą rocznicę encykliki „Rerum novarum”, 15 maja 1931
19. Non Abbiamo Bisogno (tekst encykliki), O prześladowaniu Akcji Katolickiej we Włoszech, 29 czerwca 1931
20. Nova impendet (tekst encykliki), O kryzysie gospodarczym, 2 października 1931
21. Lux Veritatis temporumque testis (tekst encykliki), O Powszechnym Soborze Efeskim odbytym przed piętnastu wiekami, 25 grudnia 1931
22. Caritate Christi (tekst encykliki), O modłach błagalnych, które do Najśw. Serca Jezusowego zasyłać należy w obecnych utrapieniach rodzaju ludzkiego, 3 maja 1932
23. Acerba Animi Anxitudo (tekst encykliki), O przykrym położeniu katolicyzmu w Republice Meksykańskiej, 29 września 1932
24. Dilectissima nobis (tekst encykliki), O ucisku Kościoła Katolickiego w Hiszpanii, 3 czerwca 1933
25. Ad Catholici Sacerdotii Fastigium (tekst encykliki), O kapłaństwie katolickim, 20 grudnia 1935
26. Vigilanti cura (tekst encykliki), O widowiskach kinematograficznych, 29 czerwca 1936
27. Mit brennender Sorge (tekst encykliki), O położeniu Kościoła Katolickiego w Rzeszy Niemieckiej, 14 marca 1937
28. Divini Redemptoris (tekst encykliki), O bezbożnym komunizmie, 19 marca 1937
29. Nos Es Muy Conocida (tekst encykliki), O sytuacji religijnej w Meksyku, 28 marca 1937
30. Ingravescentibus Malis (tekst encykliki), O różańcu św. Najświętszej Maryi Panny 29 września 1939

#### Papież Pius XII(1939–1958)
1. Summi Pontificatus (tekst encykliki), O solidarności ludzkiej i państwie totalitarnym, 20 października 1939
2. Sertum Laetitiae, W 150 rocznicę powstania Kościoła katolickiego w USA, 1 listopada 1939
3. Saeculo Exeunte Octavo, W 800-lecie niepodległości Portugalii, 13 czerwca 1940
4. Mystici corporis (tekst encykliki), O Mistycznym Ciele Jezusa Chrystusa i o naszym w nim zjednoczeniu z Chrystusem, 29 czerwca 1943
5. Divino Afflante Spiritu (tekst encykliki), O rozwoju studiów biblijnych, 30 września 1943
6. Orientalis Ecclesiae, O Św. Cyrylu, 9 kwietnia 1944
7. Communium Interpretes Dolorum, Na zakończenie II wojny światowej, 15 kwietnia 1945
8. Orientales Omnes Ecclesias (tekst encykliki), 250 lat przyłączenia Kościoła Greckokatolickiego do Rzymu, 23 grudnia 1945
9. Quemadmodum, O bezzwłocznej pomocy na rzecz dzieci cierpiących niedostatek, 6 stycznia 1946
10. Deiparae Virginis Mariae, Czy powinniśmy definiować Wniebowzięcie?, 1 maja 1946
11. Fulgens Radiatur, O Św. Benedykcie, 21 marca 1947
12. Mediator Dei (tekst encykliki), O Świętej Liturgii, 20 listopada 1947
13. Optatissima pax (tekst encykliki), O pokoju, 18 grudnia 1947
14. Auspicia Quaedam, O publicznych modlitwach w intencji pokoju na świecie i o rozwiązanie konfliktu w Palestynie, 1 maja 1948
15. In Multiplicibus Curis, O modlitwach o pokój w Palestynie, 24 października 1948
16. Redemptoris Nostri Cruciatus, O miejscach świętych w Palestynie, 15 kwietnia 1949
17. Anni Sacri, O zwalczaniu ateistycznej propagandy w świecie, 12 marca 1950
18. Summi Maeroris, Wezwanie do modlitwy o pokój, 19 lipca 1950
19. Humani Generis, Teoria ewolucji a rozwój Kościoła, 22 sierpnia 1950
20. Mirabile Illud, 6 grudnia 1950
21. Evangelii Praecones, O wspieraniu misji katolickich, 2 czerwca 1951
22. Sempiternus Rex Christus, O Soborze w Chalcedonie, 8 września 1951
23. Ingruentium Malorum, O odmawianiu Różańca, 15 września 1951
24. Orientales Ecclesias, O Kościołach Wschodnich, 15 grudnia 1952
25. Doctor Mellifluus, O Św. Bernardzie z Clairvaux, 24 maja 1953
26. Fulgens corona (tekst encykliki), O Niepokalanym Poczęciu NMP, 8 września 1953
27. Sacra Virginitas (fragmenty encykliki), O świętym dziewictwie, 25 marca 1954
28. Ecclesiae Fastos, O Św. Bonifacym, 5 czerwca 1954
29. Ad Sinarum Gentem, Ponadnarodowość Kościoła, 7 października 1954
30. Ad Caeli Reginam (tekst encykliki), O Królewskiej godności NMP, 11 października 1954
31. Haurietis aquas (tekst encykliki), O kulcie Serca Jezusowego, 15 maja 1955
32. Musicae Sacrae Disciplina (tekst encykliki), O muzyce sakralnej, 25 grudnia 1955
33. Luctuosissimi Eventus, O modlitwie w intencji zamieszek na Węgrzech, 28 października 1956
34. Laetamur Admodum, Wezwanie do modlitwy o pokój, wobec zamieszek w Poznaniu, na Węgrzech i na Środkowym Wschodzie, 1 listopada 1956
35. Datis Nuperrime, Potępienie bezprawnego użycia siły na Węgrzech, 5 listopada 1956
36. Fidei Donum, O stanie misji katolickich, szczególnie w Afryce, 21 kwietnia 1957
37. Invicti athletae Christi (tekst encykliki), W trzechsetną rocznicę chwalebnego męczeństwa św. Andrzeja Boboli, 16 maja 1957
38. Le pelegrinage de Lourdes (tekst encykliki), Ostrzeżenie przed materializmem w stulecie objawień w Lourdes, 2 lipca 1957
39. Miranda Prorsus, O środkach masowego przekazu: filmie, radiu i telewizji, 8 września 1957
40. Ad Apostolorum Principis, O komunizmie i Kościele w Chinach, 29 czerwca 1958
41. Meminisse Iuvat, Modlitwy za prześladowany Kościół, 14 lipca 1958

### Od II soboru watykańskiego

#### Papież Jan XXIII(1958–1963)
1. Ad Petri Cathedram (tekst encykliki), O rozwoju prawdy, jedności i pokoju w duchu miłości, 29 czerwca 1959
2. Sacerdotii nostri primordia (tekst encykliki), O św. Janie Marii Vianneyu, 1 sierpnia 1959
3. Grata Recordatio, O modlitwie za Kościół, o misjach, pokoju i sprawiedliwości na świecie, 1959
4. Princeps Pastorum, O potrzebie rodzimego duchowieństwa na misjach i zaangażowaniu świeckich, 1959
5. Mater et Magistra (tekst encykliki), O współczesnych przemianach społecznych w świetle nauki chrześcijańskiej, 15 maja 1961
6. Aeterna Dei Sapientia (tekst encykliki), O św. Leonie I Wielkim, Papieżu i Doktorze Kościoła, 11 listopada 1961
7. Paenitentiam Agere, O potrzebie wewnętrznej i zewnętrznej pokuty, 1 czerwca 1962
8. Pacem in Terris (tekst encykliki), O pokoju między wszystkimi narodami opartym na prawdzie, sprawiedliwości, miłości i wolności, 11 kwietnia 1963

#### Papież Paweł VI(1963–1978)
1. Ecclesiam suam (tekst encykliki), Drogi współczesnego Kościoła przy pełnieniu swojej misji, 6 sierpnia 1964
2. Mense maio (tekst encykliki (w języku angielskim)), O wojnie i pokoju, 29 kwietnia 1965
3. Mysterium fidei (tekst encykliki), O kulcie i doktrynie Eucharystii, 3 września 1965
4. Christi Matri Rosari, O kulcie maryjnym, 15 września 1966
5. Populorum progressio (tekst encykliki), O popieraniu rozwoju ludów, 26 marca 1967
6. Sacerdotalis caelibatus (tekst encykliki), O celibacie kapłańskim, 25 czerwca 1967
7. Humanae Vitae (tekst encykliki), O obronie życia poczętego, 26 lipca 1968

#### Papież Jan Paweł II(1978–2005)
1. Redemptor hominis (tekst encykliki), Jezus Chrystus – Odkupiciel człowieka, 4 marca 1979
2. Dives in misericordia (tekst encykliki), Boże miłosierdzie, 30 listopada 1980
3. Laborem exercens (tekst encykliki), O pracy ludzkiej, 14 września 1981
4. Slavorum apostoli (tekst encykliki), Na 1100 rocznicę dzieła ewangelizacji Św. Cyryla i Metodego, 2 czerwca 1985
5. Dominum et vivificantem (tekst encykliki), Duch Święty w życiu Kościoła i świata, 18 maja 1986
6. Redemptoris Mater (tekst encykliki), Błogosławiona Maryja Dziewica w życiu pielgrzymującego Kościoła, 25 marca 1987
7. Sollicitudo rei socialis (tekst encykliki), Społeczna troska, 30 grudnia 1987
8. Redemptoris missio (tekst encykliki), O stałej aktualności posłania misyjnego, 7 grudnia 1990
9. Centesimus annus (tekst encykliki), W stulecie encykliki Leona XIII Rerum Novarum, 1 maja 1991
10. Veritatis splendor (tekst encykliki), Podstawowe problemy nauczania moralnego Kościoła, 6 sierpnia 1993
11. Evangelium vitae (tekst encykliki), O wartości i nienaruszalności życia ludzkiego, 25 marca 1995
12. Ut unum sint (tekst encykliki), O działalności ekumenicznej, 25 maja 1995
13. Fides et ratio (tekst encykliki), O relacjach między wiarą a rozumem, 14 września 1998
14. Ecclesia de Eucharistia (tekst encykliki), Eucharystia w życiu Kościoła, 17 kwietnia 2003

#### Papież Benedykt XVI(2005–2013)
1. Deus Caritas est (tekst encykliki), Bóg jest Miłością, 25 grudnia 2005 (opubl. 25 stycznia 2006)
2. Spe salvi (tekst encykliki), Encyklika o nadziei, 30 listopada 2007
3. Caritas in veritate (tekst encykliki), Miłość w Prawdzie, 7 lipca 2009

#### Papież Franciszek(2013–2025)
1. Lumen fidei (tekst encykliki), Światło wiary, 29 czerwca 2013 (zaprezentowana 5 lipca)
2. Laudato si’ (tekst encykliki), Troska o wspólny dom (środowisko), 24 maja 2015 (zaprezentowana 18 czerwca)
3. Fratelli tutti (tekst encykliki), Wszyscy bracia, 4 października 2020
4. Dilexit nos (tekst encykliki), Umiłował nas, 24 października 2024

### Encykliki Maryjne
| Papież              | Nazwa                     | Rok  |
| ------------------- | ------------------------- | ---- |
| Papież Pius X       | Ad diem illum laetissimum | 1904 |
| Papież Pius XII     | Deiparae virginis Mariae  | 1946 |
| Papież Pius XII     | Fulgens Corona            | 1953 |
| Papież Pius XII     | Ad caeli reginam          | 1954 |
| Papież Paweł VI     | Mense Maio                | 1965 |
| Papież Paweł VI     | Christi Matri             | 1966 |
| Papież Jan Paweł II | Redemptoris Mater         | 1987 |

Adhortacje apostolskie Pawła VI: Signum magnum (1967), Recurrens mensis october (1969) i Marialis Cultus (1974).

## Encykliki Cerkwi prawosławnej
1. Encyklika Czterech Patriarchów Wschodnich 1848

## Encykliki anglikańskie
1. Saepius Officio tekst 19 lutego 1897